# الكسندرا فيندر
الكسندرا فيندر (بالألمانية: Alexandra Finder)‏ هي ممثلة ألمانية، ولدت في 12 يوليو 1977 ببرلين في ألمانيا.

## وصلات خارجية
- الكسندرا فيندر على موقع IMDb (الإنجليزية)
- الكسندرا فيندر على موقع ألو سيني (الفرنسية)
- الكسندرا فيندر على موقع أول موفي (الإنجليزية)
- الكسندرا فيندر على موقع قاعدة بيانات الفيلم (الإنجليزية)
- الكسندرا فيندر على موقع كينوبويسك (الروسية)